# Tsethang-Kloster
| Tibetische Bezeichnung                     |
| ------------------------------------------ |
| Wylie-Transliteration: rtses thang dgon pa |
| Andere Schreibweisen: Tsethang Gönpa       |
| Chinesische Bezeichnung                    |
| Traditionell: 澤當寺                       |
| Vereinfacht: 泽当寺                        |
| Pinyin:Zedang si                           |

Das Tsethang-Kloster (tib. rtses thang dgon pa) oder Pel Tsethang (tib. dpal rtses thang) oder Nedong-Kloster ist eines der ersten Klöster des Phagdru-Kagyü-Zweiges der Kagyü-Schule des tibetischen Buddhismus.
Es liegt in der Großgemeinde Zêtang (Tsethang) im Kreis Nêdong (Nedong) des Regierungsbezirks Shannan im Autonomen Gebiet Tibet in der Volksrepublik China.
Das Kloster wurde von Tai Situ Changchub Gyeltshen (tib. ta'i si tu byang chub rgyal mtshan) 1351 gegründet. Es befindet sich in der Nähe des Klosters Densa Thil, des bedeutendsten Klosters der Phagmodrupa, von dem es sich in seinen Lehrinhalten unterschied.